# Station Stary Kisielin
Station Stary Kisielin is een spoorwegstation in de Poolse plaats Stary Kisielin.